# Новое Кутьево
Новое Кутьево — деревня в Нелидовском городском округе Тверской области.

## География
Находится в юго-западной части Тверской области на расстоянии приблизительно 4 км на север по прямой от города Нелидово на левом берегу реки Межа.

## История
На карте 1941 года отмечена как поселение с 16 дворами. До 2018 года входила в состав ныне упразднённого Нелидовского сельского поселения.

## Население
Численность населения: 13 человек (русские 100 %) в 2002 году, 14 в 2010.